# Il confine (miniserie televisiva)
Il confine è una miniserie televisiva italiana, diretta da Carlo Carlei, trasmessa in prima visione su Rai 1 e Rai 1 HD, in due puntate il 15 e il 16 maggio 2018 in prima serata.

## Trama
Trieste, estate 1914: Emma, Bruno e Franz sono tre inseparabili amici alle soglie dell'esame di maturità. Tra Emma e Franz l'amicizia si trasforma presto in amore, ma anche Bruno è innamorato della ragazza. Per lealtà verso l'amico, decide di soffocare i suoi sentimenti e di aiutare i due ragazzi: le famiglie di Emma e Franz, infatti, si oppongono alla loro unione. L'arrivo della grande guerra, però, scompiglia e frantuma la vita dei tre, separandoli e ponendoli di fronte a prove molto difficili.

## Personaggi principali
- Bruno Furian: figlio di un caposquadra al porto con una schiera di fratelli, è un ragazzo spensierato con un unico cruccio: cercare di sopprimere i sentimenti che prova verso Emma, la ragazza del suo migliore amico Franz. Bruno andrà in guerra nell'esercito austriaco, poi, dopo che suo fratello Ruggero verrà giustiziato in quanto irredentista, passerà il confine e si arruolerà nell'esercito italiano.
- Emma Cattonar: figlia di un ricco commerciante ebreo, sostiene una vita agiata all'interno di una famiglia che si basa su rapporti di amore e rispetto reciproco. Si innamora di Franz, suo compagno di classe che è figlio di un pezzo grosso dell'esercito austriaco che è contro la loro relazione, costringe Emma e Franz a vivere il loro amore di nascosto. La guerra la vedrà in prima linea come crocerossina.
- Franz Von Helfert: figlio di un barone con un ruolo di prim'ordine nell'esercito austriaco, orfano di madre, ha un animo da poeta che contrasta con le aspettative del padre. Ama Emma ma suo padre, contrario alla relazione, lo spedirà in guerra allontanandolo da lei. La dura vita del fronte lo indurirà e gli imporrà scelte atroci.

## Ascolti
| Episodio nº | Messa in onda  | Telespettatori | Share |
| ----------- | -------------- | -------------- | ----- |
| 1           | 15 maggio 2018 | 3.666.000      | 15.2% |
| 2           | 16 maggio 2018 | 3.732.000      | 16.3% |